# 山崎拓
山崎拓（1936年12月11日—），日本的政治家，現任日本众议院议员（福冈2区）；近未来政治研究会（自民党山崎派）会长。生于中国大连。毕业於早稻田大学商学部。歷任内閣官房副長官、防衛庁長官、建设大臣、自民党政调会长及幹事長、自民党副総裁。被暱称山拓（やまたく）。小学生的时候一只眼睛失明。进入政界前曾在普利司通公司干过一段时间。其后经过福冈县议会议员1972年众议院首次当选。
2001年，山崎拓出任自由民主党干事长。2003年改任自由民主党副总裁。由於有關山崎拓的桃色丑闻被周刊杂志刊载，導致於众议院议员总选举落选，山崎拓也辞去自民黨副总裁一職。 2004年，山崎拓出任小泉首相特別事務助理。2005年的眾議院議員补缺选举中，山崎拓重新以過半選票重返眾議院。2009年，山崎拓在众议院大选中再次落选。2010年，山崎拓要求自民党推翻不推荐70周岁以上人为参议院比例选区候选人的党内规定，推荐自己为参议院比例选区候选人，否则就退出自民党加入国民新党，从而在自民党内造成很大纷争。
山崎拓（Yamasaki Taku）、小泉纯一郎（Koizumi Junichiro）、加藤紘一（Kato Koichi）的盟友关系被新聞媒體从三人的姓名首字母稱為"YKK"。1997年，山崎拓出任自由民主党政务调查会长的时候，由於山一证券、北海道拓殖银行相继倒闭。从这个事“山一”、“拓银”和山崎拓的暱称“山拓破产”，与“山拓不景气”被新聞媒體所揶揄。